# Sufa (Izrael)
Sufa (hebrejsky סוּפָה‎, doslova „Bouře“, v oficiálním přepisu do angličtiny Sufa) je vesnice typu kibuc v Izraeli, v Jižním distriktu, v Oblastní radě Eškol.

## Geografie
Leží v nadmořské výšce 87 metrů na severozápadním okraji pouště Negev; v oblasti která byla od 2. poloviny 20. století intenzivně zúrodňována a zavlažována a ztratila charakter pouštní krajiny. Jde o zemědělsky obdělávaný pás přiléhající k pásmu Gazy a navazující na pobřežní nížinu. Jižně od tohoto sídelního pásu ovšem ostře začíná zcela aridní oblast pouštního typu zvaná Cholot Chaluca.
Obec se nachází 16 kilometrů od břehu Středozemního moře, cca 101 kilometrů jihojihozápadně od centra Tel Avivu, cca 102 kilometrů jihozápadně od historického jádra Jeruzalému a 42 kilometrů západně od města Beerševa. Sufu obývají Židé, přičemž osídlení v tomto regionu je etnicky převážně židovské. 3 kilometry severozápadním směrem ale začíná pásmo Gazy s početnou arabskou (palestinskou) populací. 7 kilometrů na západ leží izraelsko-egyptská hranice.
Sufa je na dopravní síť napojena pomocí lokální silnice 240.

## Dějiny
Sufa byla založena v roce 1975. Leží v kompaktním bloku zemědělských vesnic Chevel Šalom, do kterého spadají obce Avšalom, Dekel, Cholit, Jated, Jevul, Kerem Šalom, Pri Gan, Sdej Avraham, Sufa a Talmej Josef. Původně obec vznikla na Sinajském poloostrově jako jedna z izraelských osad, které tam byly zřizovány během izraelské kontroly tohoto egyptského území po roce 1967. Založena byla roku 1975 (podle jiných zdrojů už na svátky sukot roku 1974 jako polovojenské sídlo typu Nachal), v lednu 1977 získala status oficiální obce typu kibuc. Stála dva kilometry východně od města Jamit. Tato původní sinajská osada Sufa byla ale vystěhována v důsledku podpisu egyptsko-izraelské mírové smlouvy, kdy Izrael území Sinaje vrátil Egyptu. Kibuc pak byl znovu postaven roku 1982 v nynější lokalitě.
Jméno vesnice odkazuje na četné písečné bouře v tomto regionu a dále na biblický citát z Knihy Izajáš 21,1: „Výnos o přímořské stepi: Jako vichřice prohánějící se Negebem přijde ze stepi, z obávané země“
V obci funguje zdravotní středisko, plavecký bazén, sportovní areály a obchod se smíšeným zbožím. Místní ekonomika je založena na zemědělství (pěstování polních plodin, manga a banánů) a průmyslu.
Život ve vesnici ovlivňuje blízkost Pásma Gazy ovládaného hnutím Hamás, odkud je kibuc sporadicky ostřelován raketami. Severně od obce se nachází hraniční přechod Sufa poskytující silniční spojení s Gazou.

## Demografie
Obyvatelstvo kibucu je sekulární. Podle údajů z roku 2014 tvořili naprostou většinu obyvatel v Sufě Židé (včetně statistické kategorie "ostatní", která zahrnuje nearabské obyvatele židovského původu ale bez formální příslušnosti k židovskému náboženství).
Jde o menší obec vesnického typu s dlouhodobě stagnující populací. K 31. prosinci 2014 zde žilo 241 lidí. Během roku 2014 populace klesla o 4,0 %.
| Rok            | 1983 | 1995 | 2001 | 2003 | 2004 | 2005 | 2006 | 2007 | 2008 | 2009 | 2010 | 2011 | 2012 | 2013 | 2014 |
| -------------- | ---- | ---- | ---- | ---- | ---- | ---- | ---- | ---- | ---- | ---- | ---- | ---- | ---- | ---- | ---- |
| Počet obyvatel | 71   | 177  | 258  | 248  | 238  | 227  | 241  | 240  | 241  | 235  | 228  | 255  | 242  | 251  | 241  |